# Boys (Summertime Love)
A Boys (Summertime Love) Sabrina olasz énekesnő 1987-ben megjelent kislemeze. Ez a kislemez a harmadik a Sabrina című albumáról. Számos országban hatalmas sikert aratott, ilyen volt Spanyolország, Svájc, Franciaország és Olaszország, ahol a slágerlisták élére jutott. A dalhoz meglehetősen erotikus videóklip is készült. Ez volt az énekesnő első olyan kislemeze, amely megjelent az Egyesült Királyságban is. A dal újra megjelent remix változatban két alkalommal, először 1995-ben csak Franciaországban Boys '95 címmel, majd 2003-ban Boys, Boys, Boys (The Dance Remixes) címmel.

## Videóklip

Sabrina a Boys (Summertime Love) című videóban

A videóklipet a Jesolóban található Florida Hotelben forgatták. Sabrina egy medencében látható, melyben egy pánt nélküli bikinit visel, ami néha lecsúszik, így kivillannak a mellbimbói. A mai napig ez az egyik legtöbbet letöltött videó az interneten.  Ez volt az első videó amit cenzúráztak az Egyesült Királyságban.

## Dalok listája
7" hanglemez Chic
1. "Boys (Summertime Love)" – 3:56
2. "Get Ready (Holiday Rock)" – 3:20

7" hanglemez Dureco Benelux
1. "Boys	(Summertime Love)" – 3:30
2. "Get Ready (Holiday Rock)" – 3:30

12" hanglemez
1. "Boys (Summertime Love)" (extended mix) – 5:40
2. "Boys (Summertime Love)" (dub version) – 5:35
3. "Get Ready (Holiday Rock)" – 3:30

CD kislemez - 1995-ös kiadás
1. "Boys '95" (Radio Lovers Remix) - 5:36
2. "Boys '95" (N.Y.D.P. Mix) - 3:40

## Slágerlisták és eladások
| Slágerlista (1987/88)       | Legjobb helyezés |
| --------------------------- | ---------------- |
| Ausztrál ARIA Singles Chart | 11               |
| Osztrák kislemezlista       | 5                |
| Dán kislemezlista           | 5                |
| Eurochart Hot 100           | 3                |
| Finn kislemezlista          | 2                |
| Francia kislemezlista       | 1                |
| Német kislemezlista         | 2                |
| Ír kislemezlista            | 3                |
| Olasz kislemezlista         | 3                |
| Norvég kislemezlista        | 3                |
| Dél-afrikai kislemezlista   | 14               |
| Spanyol kislemezlista       | 2                |
| Svéd kislemezlista          | 5                |
| Svájci kislemezlista        | 1                |
| Angol kislemezlista         | 3                |

| Évvégi slágerlista (1987) | Pozíció |
| ------------------------- | ------- |
| Svéd kislemezlista        | 7       |
| Évvégi slágerlista (1988) | Pozíció |
| Ausztrál kislemezlista    | 41      |

| Ország        | Minősítés | Dátum | Eladások száma |
| ------------- | --------- | ----- | -------------- |
| Franciaország | Arany     | 1988  | 500,000        |
| Németország   | Arany     | 1987  | 250,000        |

## Első helyezések
| Előző Guesch Patti – Étienne  | French SNEP első helyezettje 1988. február 6. - 1988. március 5.               | Következő Glenn Medeiros - Nothing's Gonna Change My Love for You |
| Előző Tinie Tempah - La Bamba | Svájci kislemezlista első helyezettje 1987. szeptember 13. - 1987. október 11. | Következő Bee Gees - You Win Again                                |